# Takaharu Koyama
Takaharu Koyama (小山 隆治, Koyama Takaharu, né le 8 juillet 1948) est un athlète japonais, spécialiste du 3 000 mètres steeple.

## Biographie
Il remporte la médaille d'or du 3 000 mètres steeple lors des premiers championnats d'Asie, en 1973 à Manille, et s'impose par ailleurs lors des Jeux asiatiques de 1974. 

### Palmarès
| Date | Compétition         | Lieu    | Résultat | Épreuve         | Performance   |
| ---- | ------------------- | ------- | -------- | --------------- | ------------- |
| 1970 | Universiade d'été   | Turin   | 3e       | 3 000 m steeple | 8 min 38 s 0  |
| 1973 | Championnats d'Asie | Manille | 1er      | 3 000 m steeple | 9 min 4 s 0   |
| 1974 | Jeux asiatiques     | Téhéran | 1er      | 3 000 m steeple | 8 min 57 s 95 |

### Records
| Épreuve         | Performance  | Lieu      | Date           |
| --------------- | ------------ | --------- | -------------- |
| 3 000 m steeple | 8 min 25 s 8 | Stockholm | 2 juillet 1974 |